# Черкесов, Михаил Николаевич
Михаил Николаевич Черкесов — генерал-майор, начальник штаба Киевского военного округа.

## Биография
Родился в 1833 году и происходил из дворян Оренбургской губ. В 1851 году Черкесов поступил в Михайловское артиллерийское училище и в 1853 году был произведен в прапорщики с оставлением при офицерских классах. В 1855 году он с успехом окончил офицерские классы и поступил в ряды кавказской армии, в 1-ю батарею кавказской гренадерской артиллерийской бригады. В том же году он участвовал в штурме Карса.
На Кавказе Черкесов служил до 1854 г.; затем он был прикомандирован к Генеральному Штабу. В 1861 году, выдержав экзамен, Черкесов, в чине штабс-капитана, поступил в практический класс Николаевской Академии Генерального Штаба, где и окончил курс в том же году. По окончании Академии, Черкесов снова вступил в ряды кавказской армии. В 1863 году, в чине подполковника, он был назначен управляющим канцелярией по управлению кавказскими горцами. В конце 1865 г. Черкесов, в чине полковника, состоял для особых поручений при главнокомандующем кавказской армией. В 1865—1869 гг. он был начальником штаба Терской области.
В 1869 году Черкесов получил чин генерал-майора и был назначен начальником штаба Восточно-Сибирского военного округа. В этой должности он оставался до 1872 г. После того, некоторое время он был председателем Комиссии по составлению положения об общей военно-конской повинности в Империи. В 1873 году Черкесов был назначен начальником Штаба Киевского Военного Округа. Во время Русско-Турецкой войны 1877—1878 гг. он состоял при начальнике военных сообщений, и затем, с октября, был начальником штаба войск, прикрывавших тыл действующей армии. В ноябре 1878 г. Черкесов возвратился на прежнюю должность в Киев, где и оставался до смерти, последовавшей 17-го июля 1881 года.